# لو بروتوس
لو بروتوس (بالإنجليزية: Lou Brutus)‏ هو مقدم برامج إذاعية أمريكي، ولد في 10 نوفمبر 1972 في نيوآرك في الولايات المتحدة.